# Testament van Ba
Het Testament van Ba is het verhaal van de familieclan van de Ba tijdens een deel van de periode van de Yarlung-dynastie in Tibet. Het beschrijft met name gebeurtenissen uit de regeerperiode van koning Trisong Detsen (755-797).
Er zijn meerdere gevonden versies van het Testament, geschreven vanaf globaal de elfde eeuw tot in de veertiende eeuw. Al die versies steunen echter op eerder geschreven materiaal uit de tiende en negende eeuw. Gedurende die periode zijn er ook vele toevoegingen en wijzigingen in de tekst aangebracht, een probleem dat ook door Tibetaanse historici zelf, zoals Pawo Tsuglag Threngwa in de zestiende eeuw, al werd onderkend.
Het eerste van de twee vroegste versies bestaat uit drie manuscripten, die benoemd worden als  sBa bzhedA ,  sBa bzhedB , en  sBa bzhedC. De tweede versie, die in 1997 in Lhasa werd ontdekt, bestaat uit 31 folio's en staat bekend als de dBa zhed . Die laatste versie wordt verondersteld een herziene kopie te zijn van een manuscript dat uit de elfde eeuw dateert. In de vakliteratuur wordt die versie ook wel benoemd als het  Het Testament van Wa , omdat in deze versie de naam van de clan op een archaïsche wijze wordt gespeld. In 2009 is een fragment van het testament gevonden, dat uit de negende eeuw dateert, relatief kort na de periode van Trisong Detsen.

## De Ba-clan
De Ba-clan was afkomstig uit het koninkrijk Ngas-po, dat ten noorden van de Yarlung-vallei moet hebben gelegen. Het werd bestuurd door koning Zinpoje. In de Oude Tibetaanse kroniek wordt Zingpoje als een wreed en onrechtvaardig heerser beschreven. Een aantal clanleiders uit zijn gebied zwoer daarom in het geheim samen met de koning van de Yarlungvallei, Takri Nyenzig (midden zesde eeuw tot eind zesde eeuw), om Zingpoje ten val te brengen. In de kroniek wordt de Ba als een van die clans genoemd.
In de klassieke Tibetaanse geschiedschrijving wordt sterk de nadruk gelegd op de goddelijke herkomst van de koningen en de monarchie. De koning was echter geen absolute vorst, maar regeerde als een primus inter pares, die slechts zeker kon zijn van zijn positie zolang de clanleiders hem wensten te ondersteunen. Veel van de clanleiders waren in de periode van het Tibetaanse rijk dan ook minister en/of gouverneur van een of meerdere veroverde gebieden.
Er was ook tussen de clans aan het hof een voortdurende strijd. De clans van de Bro en die van de Ba waren elkaars traditionele tegenstanders.
De naam van leden van de Ba-clan wordt vele malen genoemd in de kroniek en de Tibetaanse annalen als de belangrijkste minister. Na de val van de in de tweede helft van de zevende eeuw dominante Gar-clan had de Ba-clan tussen 705 en 730 een soort monopoliepositie op het leveren van de belangrijkste minister.
Namen van leden van de clan worden genoemd in het edict bij de inwijding van het klooster Samye in 779, waarin ruim veertig clanleiders, ministers en militaire gouverneurs zwoeren het boeddhisme als de godsdienst van Tibet te beschouwen. 
De naam van de clan komt ook voor in een edict behorende bij de inscriptie op de pilaar van Karchung uit  812, waarbij zevenenzestig personen zwoeren dat boeddhisme te handhaven.
De laatste belangrijkste minister die genoemd wordt in de kroniek is Ba' rGyal to re sTag nya, die in hoge mate verantwoordelijk was voor de moord op de koning Ralpachan (r.815-ca.841), en het aan de macht komen van Langdarma (r.841- 842).
Vanaf 850 begon een opstand tegen de laatste vormen van centraal gezag in het land, die uitmondde in een burgeroorlog. De oude clans hadden besloten, dat hun belang niet verder meer gediend was met een verbinding met de monarchie. De clans begonnen voor zichzelf in een hevige onderlinge concurrentiestrijd.
De clan van de Bro verbond zich nog wel met de partij van Ösung (846-893) die in de literatuur wel genoemd wordt als de laatste representant van de monarchie. De clan van de Ba was in die strijd de belangrijkste tegenstander. De strijd werd met name uitgevochten in de regio van het huidige Gansu. Ba Kozher profileerde zich daarbij als een nationalist, die zou vechten tegen de binnentrekkende Chinese troepen. In meerdere documenten wordt de enorme wreedheid van zijn handelen beschreven. Uiteindelijk bood hij aan zich te onderwerpen aan de Chinese keizer, die dat aanbod weigerde. Ba Kozher werd in 866 gedood door een legerkorps van Oeigoeren, dat zich tijdelijk aan de Chinese keizer had verbonden.

## Essentie van de inhoud
Het begin van het verhaal is de eerste verschijning van het boeddhisme in Tibet tijdens de periode van de koning Totori Nyantsen (vijfde eeuw). Daarna volgen teksten over de periodes van Songtsen Gampo (605-650), Tridu Songtsen (670-704) en Tridé Tsungtsen (704-755). Dit is bij elkaar ongeveer een kwart van de lengte van het gehele verhaal. Hierna volgt de periode van Trisong Detsen. In dit deel van het verhaal wordt ook de dragende persoon van de vertelling geïntroduceerd, een van de leden van de clan met de naam Ba Selnang. In het laatste deel van het verhaal overlijdt Ba Selnang, inmiddels monnik onder de naam Ye shes dhang po. Het verhaal eindigt met een paar regels over de grote herziening van de organisatie van vertaalprojecten in het Tibetaans tijdens de periode van de koning Ralpachan (r.815- ca.841).
Alleen in de versie van Het Testament van Wa komt hierna nog een tekst over een dispuut welke rituelen bij de begrafenis van de overleden koning Trisong Detsen moeten worden gehanteerd. Het gaat om de vraag of daarbij boeddhistische dan wel preboeddhistische rituelen moeten worden uitgevoerd.
In alle versies van het Testament van Ba handelt het over conflicten. Het verhaal is in wezen dat van de betwiste introductie van het boeddhisme in Tibet en in het bijzonder de strijd met preboeddhistische religieuze tradities. Het handelt echter ook over strijd tussen de verschillende boeddhistische stromingen onderling, zoals tot uitdrukking gebracht in een deel van het Testament over het zogenaamde Concilie van Lhasa.

## Politieke correctheid
In de versies van het Testament wordt daarbij het verhaal steeds in overeenstemming gebracht met de op het moment van schrijven van die versie aanwezige  politieke correctheid . In alle versies van het Testament wordt Shantarakshita uitgenodigd om het eerste klooster in Tibet, Samye, te bouwen. In het in 2009 gevonden fragment krijgt de koning zoveel twijfel over de rol van Shantarakshita, dat deze direct na zijn aankomst in Tibet enige tijd gevangengezet en langdurig verhoord wordt. In de latere versies is dat veranderd in een  uitnodiging tot een langer verblijf in Tibet.
In een deel van de tekst komt tot uiting dat de clan van de Ba op zich niet onsympathiek stond ten opzichte van het Chinese chanboeddhisme. In de tekst van het Testament over het debat tussen die stroming en de meer traditionele opvatting dat verlichting slechts het resultaat kon zijn van geleidelijkheid kiest de clan volledig voor de laatste stroming. Hedendaagse tibetologen concluderen uit de tekst dat politieke rivaliteit tussen de clans van Ba en die van de Bro een essentiële rol speelde in de kwestie. De laatste clan was zeker een aanhanger van dat chanboeddhisme. De tekst van het Testament brengt de clan Ba – achteraf – in de positie van de winnende partij in het debat.

## Historische waarde
Uit de tekst wordt bijvoorbeeld duidelijk, dat de Chinese prinses Jincheng in Tibet een rouwperiode na het overlijden van politiek belangrijke personen van 49 dagen heeft geïntroduceerd. Dat is de rituele periode die naderhand een geloofsartikel in het Tibetaans boeddhisme is geworden waarbij mensen na uiterlijk zeven weken wedergeboren worden.
In het Testament van Ba wordt op uitgebreide wijze de bouw van het klooster bij Samye vermeld.
Er worden een aantal voorzieningen beschreven, die getroffen werden onmiddellijk na de stichting van Samye.
Honderdvijftig huishoudens werden door het hof als horigen aan de religieuze gemeenschap toegewezen. Ieder jaar dient het hoofd van de religieuze gemeenschap van hen vijfenzeventig ladingen gerst te ontvangen, alsmede negen volledige kostuumuitrustingen, 1100 ons boter, een paard, vier balen papier, drie maten inkt en zout zoveel als zij nodig hebben. De vijfentwintig kluizenaars van Chimpu ontvangen ieder elk jaar vijfenvijftig ladingen gerst, 800 ons boter, een paard en zes volledige kostuumuitrustingen
Het verhaal verschilt op een aantal aspecten van dat van de latere klassieke Tibetaanse geschiedschrijving.
Het verhaal is veel terughoudender en bescheidener in de beschrijving van de boeddhistische daden van Songtsen Gampo dan latere manuscripten.
In die latere geschiedschrijving heeft ook bijvoorbeeld Padmasambhava mythische proporties gekregen. In het verhaal van het Testament bedwingt Padmasambhava wel enkele lokale preboeddhistische godheden en verricht enkele wonderen op het gebied van waterbeheersing. Maar er is verder weinig in de tekst dat lijkt op de rol die Padmasambhava in de latere geschiedschrijving zou krijgen. Hij wordt door Trisong Detsen gedwongen Tibet te verlaten. Hij geeft geen onderricht aan de koning; hij laat geen enkele verborgen tekst (terma) na en is op geen enkele wijze betrokken bij de stichting van het klooster Samye.
Ook in de tekst van het Testament wordt – net zoals in de manuscripten van Dunhuang – het woord bön duidelijk gehanteerd in de context van een ritueel dan wel uitvoerder van rituelen en niet als een georganiseerde religie.